# Kyselá voda
Kyselá voda je pravostranným přítokem Vltavy v okrese České Budějovice.

## Popis toku
Potok pramení na Lišovském prahu mezi Lhoticemi a Kolným v nadmořské výšce 527 metrů. Teče na západ k silnici E55, kde se stáčí k jihu, protéká mezi Borkem a Úsilným, kde se do něj zleva vlévají dva z významnějších přítoků, Dobrá voda a Stoka. Kyselá voda se pak otáčí k západu, kříží Pražskou třídu v Českých Budějovicích a podél severní hranice Nemanic do ní vtéká třetí větší přítok, Rudolfovský potok neboli Čertík, který předtím protéká rybníkem Čertík známým také jako Voselný rybník. Do Kyselé vody se pod rybníkem Čertík odvodňuje Eliášova štola. Kyselá voda za Hrdějovicemi míří na sever a za Opatovicemi se jako pravostranný přítok vlévá do Vltavy v nadmořské výšce 370 metrů. Na svém toku přibírá vodu z 8 levostranných a 6 pravostranných přítoků. Největší je Rudolfovský potok. Potok nejprve teče zemědělskou krajinou, poté lesy a od obce Úsilné už výhradně krajinou zemědělskou nebo zastavěnou.